# يلينا إريتش
يلينا إريتش (بالسيريلية الصربية: Јелена Ерић) مواليد 12 أكتوبر 1979 في نوفي ساد، جمهورية يوغوسلافيا الاشتراكية الاتحادية، هي لاعبة كرة يد صربية تلعب كظهير أيسر. حققت المركز الثاني في بطولة العالم لكرة اليد للسيدات 2013.

## سجل المنافسة
شاركت في البطولات التالية:
- بطولة العالم لكرة اليد للسيدات 2013
- بطولة أوروبا لكرة اليد للسيدات 2012

## الميداليات
| الميدالية | المسابقة                            |
| --------- | ----------------------------------- |
| فضية      | بطولة العالم لكرة اليد للسيدات 2013 |
| فضية      | ألعاب البحر الأبيض المتوسط 2005     |

## روابط خارجية
- يلينا إريتش على موقع الاتحاد الأوروبي لكرة اليد (الإنجليزية)